# Данвил (Мериленд)
Данвил (енгл. Danville) насељено је место без административног статуса у америчкој савезној држави Мериленд.

## Демографија
По попису из 2010. године број становника је 271.
| Група             | 2000.    | 2010.       |
| Белци             | 0 (0,0%) | 262 (96,7%) |
| Афроамериканци    | 0 (0,0%) | 0 (0,0%)    |
| Азијати           | 0 (0,0%) | 4 (1,5%)    |
| Хиспаноамериканци | 0 (0,0%) | 3 (1,1%)    |
| Укупно            | 0        | 271         |